# Königs-Galerie Kassel
De Königs-Galerie is een winkelgalerij die in 1995 werd geopend en huisvest ongeveer 60 winkels, restaurants en dienstverleners aan de Königsstraße in Kassel.
Het heeft een inhoud van 100.000 m³ en heeft een bruto vloeroppervlakte van 24.000 m², waarvan 14.500 m² verkoopvloeroppervlakte. Ankerhuurders zijn onder andere: Avanti, The Body Shop en Lidl  .
Het winkelcentrum was tot 2017 in eigendom van HT Königsgalerie GmbH. Deze verkocht het aan de Hanseatic Holding AG

## Architectuur

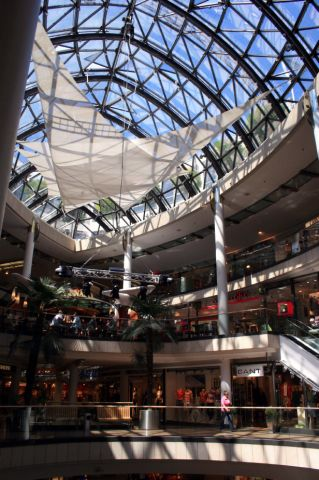
Foto van de glazen koepel

Het gebouw is ontworpen door Hegger Hegger Schleiff Architekten in samenwerking met de architect Walter Brune en is gebouwd in de periode 1993-1995. De bouwkosten bedroegen destijds 70 miljoen euro.
Het gebouw is aan zowel de buiten- als de binnenkant opvallend bekleed met natuursteen en non-ferro metalen. Op het dak staat een kunstwerk van de Kasselse kunstenaar Friedel Deventer. Het zijn twee tegengesteld draaiende roestvrijstalen staven die overdag het zonlicht reflecteren en in het donker verlicht worden.
De galerij heeft een grote glazen koepel, die in het donker verlicht wordt door een kunstmatige sterrenhemel met 170 lampjes. De koepel is 13 m breed, 29 m lang, weegt 14 ton en heeft 420 driehoekige ruiten van zonwerend glas.